# ميخائيل غرين (لاعب كريكت)
ميخائيل غرين (17 سبتمبر 1951 في المملكة المتحدة - ) (بالإنجليزية: Michael Green)‏ هو لاعب كريكت بريطاني. لعب مع نادي مقاطعة ستافوردشاير للكريكت ‏.

## وصلات خارجية
- ميخائيل غرين على موقع إي آس بي آن كريك إنفو (الإنجليزية)